# Emmagatzematge animal

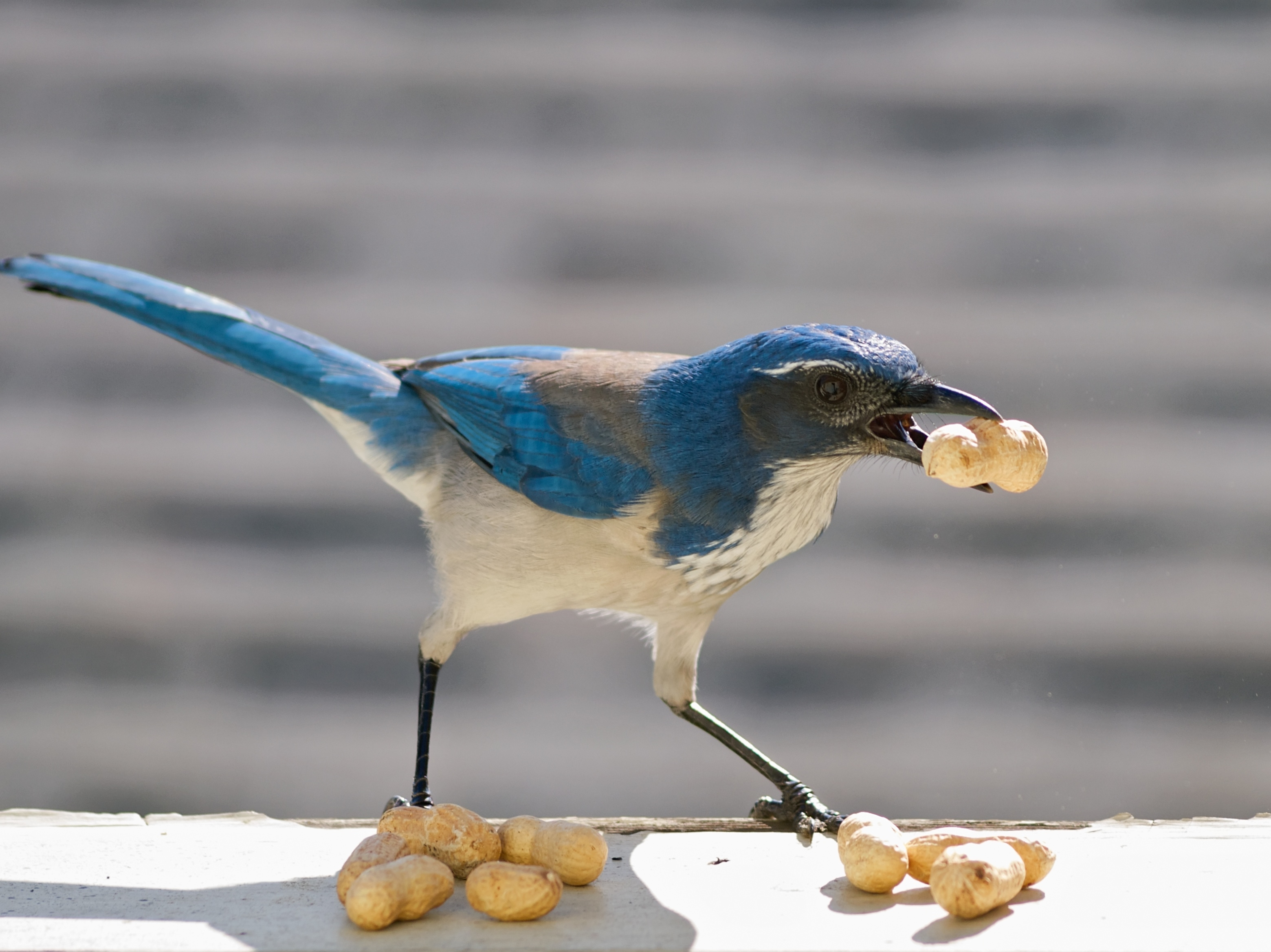
L'ocell aphelocoma californica sol amagar aliments (insectes o glans).

L'emmagatzematge animal és un tipus de comportament de certs animal que amaguen amb molta cura aliments a un amagatall, cache o rebost animal on no els puguin veure ni els seus congèneres (animals de la mateixa espècie o espècies emparentades), ni els membres d'altres espècies. Molt sovint, la funció de l'emmagatzematge consisteix en la posta en reserva de l'aliment excedent durant un període d'abundància per als moments on l'aliment és menys abundant. No obstant això, hi ha proves que una certa part de l'emmagatzematge el duen a terme amb la finalitat de deixar madurar aquest aliment, és a dir, en certs casos es tracta d'un "emmagatzematge de cara a la maduració".

## Funció

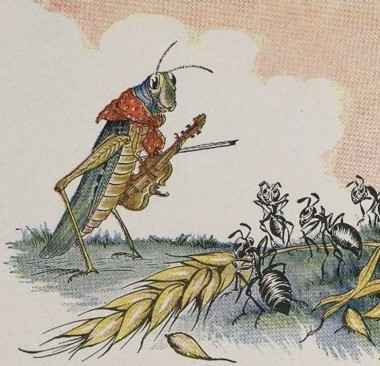
Il·lustració de les Faules d'Isop per Milo Winter, 1919

Com s'ha dit, el comportament de l'emmagatzematge animal (en cache), en la major part dels casos, sol ser una forma d'estalviar aliments excedents per a un consum posterior, però cal distingir-ne dos casos: per a menjar en un futur immediat, com és el cas del jaguar que penja una presa parcialment menjada en un arbre per acaba-lo de menjar al cap d'uns dies, o per a menjar a llarg termini, on el menjar és amagat i recuperat molts mesos més tard. L'emmagatzematge en cache és una adaptació habitual als canvis estacionals en la disponibilitat d'aliments. En regions on els hiverns són durs, la disponibilitat d'aliments sol ser baixa, i l'emmagatzematge en el cache dels aliments durant els temps d'alta disponibilitat d'aliments en els mesos més càlids proporciona un avantatge significatiu de supervivència. D'aquest fenomen se'n fa referència a la faula La cigala i la formiga, encara que escrita per treure'n una moralitat pels humans.
En el cas de la maduració dels aliments en el cache, els animals recullen i emmagatzemen els aliments que no es poden menjar en aquell moment, perquè no estan prou "madurs", però que esdevindran comestibles al cap d'un temps. Per exemple, les taires (d'Amèrica Central) han estat observat el fet que recullen plàtans verds sencers, amagar-los i tornen al "cache" a menjar-los un cop han madurat. Els crocodilians com el caimà són depredadors amb una acció molt ineficaç de les dents per a mastegar: poden mossegar preses per matar-les, però no poden arrencar-ne la carn ni mastegar-la. Les preses prou petites se les empassen senceres mentre que les preses més grosses, com un cérvol, les emmagatzemen sota l'aigua i les deixen podrir (o "madurar") fins que els són més fàcils de menjar. Les formigues de fulla de tall cullen trossos de fulles no comestibles i després les l'emmagatzemen a les cambres subterrànies per deixar-les madurar amb un fong, constituint el menjar principal de la colònia.

## Emmagatzematge vs. acumulació
El fet de d'amagar aliments pel simple fet d'acumular-los és molt utilitzat generalment pels rosegadors, mentre que el fet d'amagar aliment en un rebost animal és més utilitzat pels ocells, encara que el comportament d'ambdós grups d'animals és prou similar. Apart d'aquests dos grups, els gossos quan troben un os i no se'l poden menjar en aquell moment, l'amaguen (el solen enterrar) a un lloc on només ells el podran trobar.

## En la ficció
A la pelí cula de Quina fera de nena! el gos de Katharine Hepburn agafa un preuat os de dinosaure del curador del museu (Cary Grant) i, l'amaga tant bé (l'enterra fent un cache), que es passen tota la pelí cula buscant-lo, fins que al final apareix.